# Brachylomia chretieni
Brachylomia chretieni là một loài bướm đêm trong họ Noctuidae.